# Kreis Wesel
Der Kreis Wesel ist ein Kreis in Nordrhein-Westfalen. Er liegt am unteren Niederrhein und am Nordwestrand des Ruhrgebiets. Er gehört zum Regierungsbezirk Düsseldorf und ist Mitglied im Landschaftsverband Rheinland, im Regionalverband Ruhr und in der Euregio Rhein-Waal. Sitz des Kreises ist die Stadt Wesel.

## Geographie

### Lage
Der Kreis Wesel mit seiner Gesamtfläche von 1042,4 km² bei einem Durchmesser zwischen 45 und 48 km ist ein Landkreis des Niederrheins und gleichzeitig Bindeglied zwischen der Metropolregion Rhein-Ruhr und den Niederlanden. 45 Prozent des Kreisgebiets (die Städte Dinslaken, Kamp-Lintfort, Moers, Neukirchen-Vluyn, Rheinberg, Voerde und Wesel) gehören zur Ballungsrandzone, in welcher rund 80 Prozent der Einwohner des Kreises leben. In besonderem Maße wird die Entwicklung des Kreises jedoch durch seine Lage beiderseits des Rheins bestimmt. Die koordinierte Nutzung der Rheinschiene war das wesentliche Argument für die Bildung rheinüberschreitender Kreise 1975. Der Kreis Wesel hat mit 44 km links- und 30 km rechtsrheinischem Ufer den größten Anteil am Rhein in Nordrhein-Westfalen. Die Lippe und der Wesel-Datteln-Kanal (Länge im Kreisgebiet je 23 km) münden in Wesel in den Rhein. Die Kreisaußengrenze ist 250,6 km lang. Die Berghalde Lohberg-Nord ist mit 120, 6 m ü. NN die höchste künstliche Erhebung im Kreis. Im Balberger Wald in der Sonsbecker Schweiz besteht die höchste natürliche Erhebung mit 88,9 m. Der Mittelpunkt (Schwerpunkt) des Kreises liegt im Industriegebiet Voerde-Emmelsum. Die Rheinauen Reeser Schanz, nördlich von Vynen bezeichnen die niedrigste Stelle im Kreis Wesel mit 12,5 m ü. NN.

### Gemeinden
Der Kreis Wesel gliedert sich in 13 kreisangehörige Gemeinden, von denen sechs Mittlere kreisangehörige Städte und drei Große kreisangehörige Städte sind.
| Name                 | Einwohner | Fläche      | Einw./km² | Status                         | AGS        |
| -------------------- | --------- | ----------- | --------- | ------------------------------ | ---------- |
| Alpen                | 012.355   | 0059.60 km² | 0207      | kreisangehörige Gemeinde       | 05 170 004 |
| Dinslaken            | 067.200   | 0047.66 km² | 1410      | große kreisangehörige Stadt    | 05 170 008 |
| Hamminkeln           | 026.938   | 0164.53 km² | 0164      | mittlere kreisangehörige Stadt | 05 170 012 |
| Hünxe                | 013.708   | 0106.86 km² | 0128      | kreisangehörige Gemeinde       | 05 170 016 |
| Kamp-Lintfort        | 037.993   | 0063.14 km² | 0602      | mittlere kreisangehörige Stadt | 05 170 020 |
| Moers                | 101.601   | 0067.68 km² | 1501      | große kreisangehörige Stadt    | 05 170 024 |
| Neukirchen-Vluyn     | 027.278   | 0043.50 km² | 0627      | mittlere kreisangehörige Stadt | 05 170 028 |
| Rheinberg            | 031.218   | 0075.24 km² | 0415      | mittlere kreisangehörige Stadt | 05 170 032 |
| Schermbeck           | 013.515   | 0110.71 km² | 0122      | kreisangehörige Gemeinde       | 05 170 036 |
| Sonsbeck             | 00.8667   | 0055.41 km² | 0156      | kreisangehörige Gemeinde       | 05 170 040 |
| Voerde (Niederrhein) | 035.627   | 0053.49 km² | 0666      | mittlere kreisangehörige Stadt | 05 170 044 |
| Wesel                | 060.338   | 0122.56 km² | 0492      | große kreisangehörige Stadt    | 05 170 048 |
| Xanten               | 021.107   | 0072.43 km² | 0291      | mittlere kreisangehörige Stadt | 05 170 052 |
|                      | 457.545   | 1042.81 km² | 0439      | Kreis Wesel                    | 05 170     |

(Einwohnerzahlen vom 31. Dezember 2023)

### Landschaft und Natur
Während des Tertiärs wurde das Kreisgebiet bis in die Kölner Bucht hinein vom Meer überspült, so dass sich bis zu 300 m mächtige Ton- und Sand-Sedimente ablagerten, die im östlichen Kreisgebiet zum Teil noch heute abgebaut werden. Einige der nicht wiederbefüllten Tongruben haben sich zu wertvollen Lebensräumen entwickelt, wie beispielsweise das heutige Naturschutzgebiet Lichtenhagen bei Schermbeck.
Im Verlauf des Quartärs bildeten sich im weit verzweigten Flusssystem des Rheins Kies- und Sandablagerungen, die heute noch als Terrassen erkennbar sind. Während der ersten Kaltzeit entstand eine erste Hauptterrasse, die bis an die östliche Kreisgrenze heranreichte und sich im Westen bis zur Maas erstreckte. Die folgenden Kaltzeiten formten die überwiegend aus Kies und Sand entstandene Niederterrasse, die heute weite Teile des niederrheinischen Tieflands einnimmt und insbesondere zur Kiesförderung genutzt wird. Weiterhin entstanden Endmoränen wie die „Sonsbecker Schweiz“ bei Sonsbeck, die „Hees“ bei Xanten und die Binnendünen im „Diersfordter Wald“ bei Wesel.
Die als Kendel und Leyen bezeichneten einstigen Rheinverläufe und Bäche sind ebenso wie die als Donken bezeichneten Erhebungen typische Landschaftsbilder im Kreisgebiet. Während des 18. Jahrhunderts wurde der Rhein nach und nach begradigt und im gesamten Kreisgebiet Deiche angelegt, wodurch weite Teile der zuvor zwischen 4 und 6 km breiten Rheinaue vom Rhein und dessen Überflutungen abgeschnitten wurden und vertrockneten. Auch einige der damaligen Rheinschlingen wurden hierdurch vom Flusslauf getrennt und sind teils bis heute erhalten geblieben, ebenso wie wenige als „Meere“ bezeichnete Altwässer des Rheins, die wie das „Bislicher Meer“ überwiegend als Naturschutzgebiete ausgewiesen sind. Eine der nur zwei noch weitgehend intakten Auenlandschaften im Kreisgebiet bildet das Naturschutzgebiet Bislicher Insel mit dem Xantener Altrhein, die zweite Auenlandschaft findet sich im Naturschutzgebiet „Lippeaue“ bei Schermbeck. Der Großteil der einstigen Rheinauen wird heute durch Deichvorland eingenommen, die überwiegend als Grünflächen landwirtschaftlich genutzt werden.
Im Kreisgebiet existieren 73 Naturschutzgebiete mit einer Gesamtfläche von 131 km². Die verbliebenen Auen und die Deichvorlande dienen heute als bedeutendes Überwinterungsgebiet für über 60.000 arktische Wildgänse und -enten. Rund 40 in der Roten Liste geführte Vogelarten nisten in diesen Gebieten. Aufgrund dieser großen Bedeutung als Lebensraum sind weite Teile der einstigen Rheinaue in den Kreisen Wesel und Kleve sowie der Stadt Duisburg als Feuchtgebiet „Unterer Niederrhein“ und als gleichnamiges Vogelschutzgebiet geschützt, um insbesondere die landwirtschaftliche Nutzung und die Förderung von Kies, Sand, und Salzen in diesen Gebieten zu reduzieren. Auch in anderen Teilen des Kreisgebietes waren früher ausgedehnte Feucht- und Wiesengebiete vorhanden, von denen aufgrund intensiver landwirtschaftlicher Nutzung nur noch wenige, wie beispielsweise das Naturschutzgebiet „Dingdener Heide“, erhalten blieben.
Weitere Naturschutzgebiete wurden in den im Kreisgebiet äußerst selten gewordenen Heidelandschaften eingerichtet, wie die „Loosenberge“ bei Schermbeck und die Kaninchenberge bei Hünxe. Weiterhin steht eine Vielzahl an Heidemooren unter Naturschutz, so zum Beispiel die Gebiete Schwarzes Wasser, „Schnepfenberg“, Großes Veen und die „Aaper Vennekes“. Um den Schutz von Natur und Landschaft weiterhin sicherzustellen, wurden zunächst Landschaftspläne für die Bereiche Hünxe/Schermbeck, Hamminkeln und Sonsbeck/Xanten, bald darauf auch für die Bereiche Alpen/Rheinberg, Dinslaken/Voerde und Wesel festgesetzt.

### Nachbarkreise bzw. -städte
Der Kreis Wesel grenzt, im Norden beginnend im Uhrzeigersinn, an die Kreise Borken und Recklinghausen, an die kreisfreien Städte Bottrop, Oberhausen, Duisburg und Krefeld sowie an die Kreise Viersen und Kleve.

## Geschichte
Der Kreis Wesel ist wie fast alle Kreise in Nordrhein-Westfalen zum 1. Januar 1975 im Zuge des 2. Neugliederungsprogramms entstanden. Mit dem Niederrhein-Gesetz vom 9. Juli 1974 wurden wesentliche Teile der ehemaligen Kreise Dinslaken, Moers und Rees mit Teilgebieten der Kreise Borken und Recklinghausen zum neuen Kreis Wesel zusammengefügt. Vorher war bereits zum 1. Juli 1969 in der 1. Phase der Neugliederung die Gebietsreform auf der Gemeindeebene teilweise vorweggenommen worden. Für die Gebietsreform der Kreise wurde eine Reihe von Grundsätzen entwickelt, auf dessen Grundsätzen am 1. Januar 1975 der neue Kreis Wesel durch den Zusammenschluss von Gemeinden der Kreise Dinslaken, Moers und Rees mit einer Gesamtfläche von 1.042 km² und einer Einwohnerzahl von damals 387.000 gebildet worden ist. Nach der Einwohnerzahl war er damit der fünftgrößte der 31 Kreise Nordrhein-Westfalens. Der Fläche nach liegt der Kreis Wesel oberhalb der damaligen nordrhein-westfälischen Durchschnittsgröße von 973 km². Die Stadt Wesel wurde Sitz des neuen Kreises, obgleich Moers die Stadt mit der größten Einwohnerzahl im Kreis war; denn Wesel weist eine zentralere Lage auf und ist für die Einwohner der mit weniger Kompetenzen ausgestatteten Unterzentren leichter zu erreichen.
Zum Beginn des Jahres 2005 stellte die CDU-Fraktion im Kreistag den Antrag auf Umbenennung des Kreises Wesel in „Niederrhein-Kreis Wesel“ zwecks Identifikations- und Tourismus-Maßnahme entsprechend dem Vorbild des Rhein-Kreises Neuss. In einer informellen Internet-Umfrage bis zum Ende des Jahres sprachen sich aber 1579 von 2884 Abstimmenden gegen die Umbenennung aus. Der Antrag wurde daraufhin zurückgezogen.
Nachdem sich der Kreis Wesel durch den Verkauf seiner Aktienanteile an der RWE AG entschuldet hatte, forderten im April 2007 die Fraktionen von CDU, SPD, Grünen, FDP und UWW im Rat der Stadt Wesel die Auflösung des Kreises Wesel und die Verteilung der Aufgaben auf die einzelnen Kommunen, wodurch die Kreisumlage eingespart und somit nach Auffassung der Fraktionen Kosten gesenkt werden könnten. Zur Auflösung des Kreises wäre allerdings die Änderung der Landesverfassung nötig, die den Kreisen Bestandsgarantien einräumt.
Zum Herbst 2007 bekräftigten die Fraktionen der CDU, der FDP und der Grünen im Kreistag sowie die Bürgermeister einiger kreisangehörigen Gemeinden ihr Vorhaben, zum nächstmöglichen Termin, dem 20. Oktober 2009, aus dem Regionalverband Ruhr (RVR) auszutreten. Begründet wurde dies mit Zweifeln an der Wirtschaftlichkeit der Mitgliedschaft im RVR sowie der Befürchtung, als Teil des Ruhrverbandes eine untergeordnete, fremdbestimmte Rolle zu spielen. Die für den Austritt nötige Zweidrittelmehrheit von 45 Stimmen des Kreistags wurde jedoch durch Gegenstimmen der SPD um drei Stimmen verfehlt.
Im März 2022 gab es einen erneuten Vorstoß der Fraktionen von CDU, Grünen und FDP, den Austritt aus dem RVR zu verwirklichen. In der Kreistagssitzung am 31. März 2022 wurde die für den Austritt notwendige Zweidrittelmehrheit von 45 Stimmen um vier Stimmen verfehlt.

### Bevölkerungsentwicklung
Im gesamten Kreisgebiet ist seit Ende der 1990er Jahre ein leichter Bevölkerungsrückgang festzustellen. Binnen sechs Monaten von Dezember 2005 bis Juni 2006 fiel so die Einwohnerzahl des Kreises von 476.428 auf 475.993. Einzige Ausnahmen im Kreisgebiet waren dabei Hamminkeln, das nach einem kleinen Bevölkerungsrückgang von 2004 nach 2005 einen erneuten Anstieg verzeichnete, und Xanten, das als einzige Stadt im Kreisgebiet seit über einem Jahrzehnt kontinuierlichen Zuwachs verzeichnet.
Amtliche Einwohnerzahlen am 31. Dezember:
| Jahr | Einwohner |
| ---- | --------- |
| 1975 | 408.149   |
| 1985 | 413.842   |
| 1995 | 465.454   |
| 1996 | 467.948   |
| 1997 | 469.980   |
| 1998 | 471.838   |
| 1999 | 473.367   |
| 2000 | 474.390   |
| 2001 | 476.240   |

| Jahr | Einwohner |
| ---- | --------- |
| 2001 | 476.240   |
| 2002 | 477.906   |
| 2003 | 477.481   |
| 2004 | 477.164   |
| 2005 | 476.428   |
| 2006 | 475.433   |
| 2010 | 468.619   |
| 2013 | 457.033   |
| 2014 | 457.244   |

| Jahr | Einwohner |
| ---- | --------- |
| 2015 | 462.664   |
| 2016 | 461.715   |
| 2017 | 460.666   |
| 2018 | 459.809   |
| 2019 | 459.976   |
| 2020 | 460.113   |
| 2021 | 460.433   |
| 2022 | 465.838   |

### Konfessionsstatistik
Gemäß dem Zensus 2011 waren 38,0 % der Einwohner römisch-katholisch, 32,9 % evangelisch, und 29,1 % waren konfessionslos oder gehörten einer anderen Glaubensgemeinschaft an. Der Anteil der Protestanten und Katholiken an der Gesamtbevölkerung ist seitdem jährlich um 1 Prozentpunkt gesunken. Gemäß dem Zensus 2022 waren (2022) 32,7 % der Einwohner katholisch, 27,4 % evangelisch und 39,9 % waren konfessionslos, gehörten einer anderen Glaubensgemeinschaft an oder machten keine Angabe.

## Politik

### Ergebnisse der Kommunalwahlen 2020 im Kreis Wesel
Die Sitze im Kreistag verteilen sich nach dem Ergebnis der Kommunalwahl 2020 folgendermaßen auf die einzelnen Parteien:
| Partei | Stimmen | % (2020) | % (2014) | +/- | Sitze (2020) | Sitze (2014) | +/- |
| --- | --- | --- | --- | --- | --- | --- | --- |
| CDU | 64.506 | 32,8 % | 37,1 % | - 4,3 % | 22 | 25 | - 3 |
| SPD | 58.376 | 29,7 % | 37,4 % | - 7,7 % | 19 | 25 | - 6 |
| Bündnis 90/Die Grünen | 37.334 | 19,0 % | 10,0 % | + 9,0 % | 12 | 7 | + 5 |
| AfD | 11.007 | 5,6 % | 2,6 % | + 3,0 % | 4 | 2 | + 2 |
| FDP | 10.805 | 5,5 % | 3,7 % | + 1,8 % | 4 | 2 | + 2 |
| Die LINKE | 8.116 | 4,1 % | 4,8 % | - 0,7 % | 3 | 3 | ± 0 |
| FWG | 5.530 | 2,8 % | 2,2 % | + 0,6 % | 2 | 1 | + 1 |
| FoX | 1.047 | 0,5 % | 0,0 % | + 0,5 % | 0 | 0 | ± 0 |
| Piraten | 0 | 0,0 % | 2,2 % | - 2,2 % | 0 | 1 | - 1 |
| Ellenberger, Werner | 0 | 0,0 % | 0,1 % | - 0,1 % | 0 | 0 | ± 0 |
| Gültige Stimmen | 196.721 | | | | | | |
| Ungültige Stimmen | 3.413 | | | | | | |
| Stimmen Insgesamt | 200.134 | | | | 66 | 66 | ± 0 |
| Wahlberechtigte Insgesamt | 375.309 | 53,3 % | 51,5 % | + 1,8 % | | | |
| Kreistagswahl am 13. September 2020, Kreis WeselWahlbeteiligung von 53,3 % 403020100 32,8 %29,7 %19,0 %5,6 %5,5 %4,1 %2,8 %0,5 %n. k. %n. k. % CDUSPDGrüneAfDFDPLinkeFWGgFoXhPiratenSonst.jGewinne und Verlusteim Vergleich zu 2014 %p 10 8 6 4 2 0 −2 −4 −6 −8−4,3 %p−7,7 %p+9,0 %p+3,0 %p+1,8 %p−0,7 %p+0,6 %p+0,5 %p−2,2 %p−0,1 %pCDUSPDGrüneAfDFDPLinkeFWGFoXPiratenSonst.Anmerkungen:g Freie Wählergemeinschafth Forum Xantenj Ellenberger, Werner | Kreistagswahl am 13. September 2020, Kreis WeselWahlbeteiligung von 53,3 % 403020100 32,8 %29,7 %19,0 %5,6 %5,5 %4,1 %2,8 %0,5 %n. k. %n. k. % CDUSPDGrüneAfDFDPLinkeFWGgFoXhPiratenSonst.jGewinne und Verlusteim Vergleich zu 2014 %p 10 8 6 4 2 0 −2 −4 −6 −8−4,3 %p−7,7 %p+9,0 %p+3,0 %p+1,8 %p−0,7 %p+0,6 %p+0,5 %p−2,2 %p−0,1 %pCDUSPDGrüneAfDFDPLinkeFWGFoXPiratenSonst.Anmerkungen:g Freie Wählergemeinschafth Forum Xantenj Ellenberger, Werner | Kreistagswahl am 13. September 2020, Kreis WeselWahlbeteiligung von 53,3 % 403020100 32,8 %29,7 %19,0 %5,6 %5,5 %4,1 %2,8 %0,5 %n. k. %n. k. % CDUSPDGrüneAfDFDPLinkeFWGgFoXhPiratenSonst.jGewinne und Verlusteim Vergleich zu 2014 %p 10 8 6 4 2 0 −2 −4 −6 −8−4,3 %p−7,7 %p+9,0 %p+3,0 %p+1,8 %p−0,7 %p+0,6 %p+0,5 %p−2,2 %p−0,1 %pCDUSPDGrüneAfDFDPLinkeFWGFoXPiratenSonst.Anmerkungen:g Freie Wählergemeinschafth Forum Xantenj Ellenberger, Werner | Kreistagswahl am 13. September 2020, Kreis WeselWahlbeteiligung von 53,3 % 403020100 32,8 %29,7 %19,0 %5,6 %5,5 %4,1 %2,8 %0,5 %n. k. %n. k. % CDUSPDGrüneAfDFDPLinkeFWGgFoXhPiratenSonst.jGewinne und Verlusteim Vergleich zu 2014 %p 10 8 6 4 2 0 −2 −4 −6 −8−4,3 %p−7,7 %p+9,0 %p+3,0 %p+1,8 %p−0,7 %p+0,6 %p+0,5 %p−2,2 %p−0,1 %pCDUSPDGrüneAfDFDPLinkeFWGFoXPiratenSonst.Anmerkungen:g Freie Wählergemeinschafth Forum Xantenj Ellenberger, Werner | Kreistagswahl am 13. September 2020, Kreis WeselWahlbeteiligung von 53,3 % 403020100 32,8 %29,7 %19,0 %5,6 %5,5 %4,1 %2,8 %0,5 %n. k. %n. k. % CDUSPDGrüneAfDFDPLinkeFWGgFoXhPiratenSonst.jGewinne und Verlusteim Vergleich zu 2014 %p 10 8 6 4 2 0 −2 −4 −6 −8−4,3 %p−7,7 %p+9,0 %p+3,0 %p+1,8 %p−0,7 %p+0,6 %p+0,5 %p−2,2 %p−0,1 %pCDUSPDGrüneAfDFDPLinkeFWGFoXPiratenSonst.Anmerkungen:g Freie Wählergemeinschafth Forum Xantenj Ellenberger, Werner | Sitzverteilung nach der Kreistagswahl am 13. September 2020, Kreis WeselInsgesamt 66 Sitze - Linke: 3 - SPD: 19 - Grüne: 12 - FDP: 4 - FWG: 2 - CDU: 22 - AfD: 4 | Sitzverteilung nach der Kreistagswahl am 13. September 2020, Kreis WeselInsgesamt 66 Sitze - Linke: 3 - SPD: 19 - Grüne: 12 - FDP: 4 - FWG: 2 - CDU: 22 - AfD: 4 | Sitzverteilung nach der Kreistagswahl am 13. September 2020, Kreis WeselInsgesamt 66 Sitze - Linke: 3 - SPD: 19 - Grüne: 12 - FDP: 4 - FWG: 2 - CDU: 22 - AfD: 4 |

| Partei | Kandidat*                 | Stimmen | % (2020) |
| --- | ------------------------- | ------- | -------- |
| CDU | Brohl, Ingo               | 71.605  | 36,4 %   |
| SPD | Paic, Dr. Peter           | 60.922  | 31,0 %   |
| Bündnis 90/Die Grünen | Schmidt-Niersmann, Petra  | 34.505  | 17,6 %   |
| AfD | Rieger, Dr. Renatus       | 11.386  | 5,8 %    |
| FDP | Schmitz, Timo             | 10.192  | 5,2 %    |
| Die LINKE | Wagner, Sascha Heribert   | 8.004   | 4,1 %    |
| Gültige Stimmen | Gültige Stimmen           | 196.614 |          |
| Ungültige Stimmen | Ungültige Stimmen         | 3.639   |          |
| Stimmen Insgesamt | Stimmen Insgesamt         | 200.253 |          |
| Wahlberechtigte Insgesamt | Wahlberechtigte Insgesamt | 375.309 | 53,4 %   |
| Landratswahl* 13.09.2020 Kreis WeselWahlbeteiligung von 53,4 % 403020100 36,4 %31,0 %17,6 %5,8 %5,2 %4,1 % CDUaSPDbGrünecAfDdFDPeLinkefAnmerkungen:a Brohl, Ingob Paic, Dr. Peterc Schmidt-Niersmann, Petrad Rieger, Dr. Renatuse Schmitz, Timof Wagner, Sascha Heribert |                           |         |          |

| Partei | Kandidat*                 | Stimmen | % (2020) |
| --- | ------------------------- | ------- | -------- |
| CDU | Brohl, Ingo               | 64.153  | 53,5 %   |
| SPD | Paic, Dr. Peter           | 55.834  | 46,5 %   |
| Gültige Stimmen | Gültige Stimmen           | 119.987 |          |
| Ungültige Stimmen | Ungültige Stimmen         | 1.765   |          |
| Stimmen Insgesamt | Stimmen Insgesamt         | 121.752 |          |
| Wahlberechtigte Insgesamt | Wahlberechtigte Insgesamt | 375.309 | 32,5 %   |
| Landratsstichwahl* 27.09.2020 Kreis WeselWahlbeteiligung von 32,5 % 6050403020100 53,5 %46,5 % CDUaSPDbAnmerkungen:a Brohl, Ingob Paic, Dr. Peter |                           |         |          |

### Landräte
Der Landrat ist mit Wegfall der Doppelspitze, die im Kreis Wesel mit Wahl von Bernhard Nebe zum ersten hauptamtlichen Landrat realisiert wurde, der oberste politische Repräsentant des Kreises, Dienstvorgesetzter aller Beschäftigten der Kreisverwaltung Wesel und zugleich die unterste staatliche Behörde.
- 1975     : Wilhelm Breuer, CDU (als Beauftragter für die Wahrnehmung der Aufgaben des Kreistages, des Kreisausschusses und des Landrats)
- 1975–1994: Werner Röhrich, SPD
- 1994–1996: Christel Apostel, SPD
- 1996–1999: Bernhard Nebe, SPD
- 1999–2004: Birgit Amend-Glantschnig, CDU
- 2004–2020: Ansgar Müller, SPD
- 2020–    : Ingo Brohl, CDU[11]

### Kreisdirektoren
Der Kreisdirektor war bis zum Wegfall der Doppelspitze der allgemeine Vertreter des Oberkreisdirektors, seitdem ist er allgemeiner Vertreter des Landrates und vertritt ihn als Leiter der Verwaltung und als untere staatliche Verwaltungsbehörde.
- 1975–1982: Heinz Kardinal
- 1982–1996: Carl Kutsch, CDU
- 1996–2004: Ansgar Müller, SPD
- 2004–2006: Wolfgang Rabe, CDU[12]
- 2006–    : Ralf Berensmeier, CDU[13]

### Oberkreisdirektoren 1975–1995
- 1975     : Wilhelm Hübner (als Beauftragter für die Wahrnehmung der Aufgaben des Oberkreisdirektors)
- 1975–1992: Horst Griese
- 1993–1995: Helmut Brocke

### Kreiswappen und Flagge

Wappen
Flagge
Banner

Das Wappen des Kreises Wesel zeigt eine in Silber (Weiß) dargestellte niederrheinische Kopfweide in grünem Feld. Die drei Wurzelansätze verweisen auf die drei Altkreise Dinslaken, Moers und Rees, während die 13 Zweige symbolisch die Verbundenheit mit den kreisangehörigen Gemeinden darstellen. Gleichzeitig soll das Wappen auf die vielen naturbelassenen Gebiete hindeuten und der Wille zum Ausdruck gebracht werden, dieses Landschaftsbild zu erhalten. Die Kopfweide prägt in weiten Teilen das Bild der Kulturlandschaft Niederrhein. Das Wappen wurde am 14. Juli 1978 genehmigt.
Die Flagge bzw. das Banner des Kreises Wesel zeigt dieselbe Abbildung, wie sie auch im Wappen dargestellt ist: Eine weiße Kopfweide (drei Wurzelansätze und 13 Zweige) auf grünem Tuch.

### Kreispartnerschaft
Die Grafschaft Durham im Nordosten Englands ist seit 1953 Partnerkreis des damaligen Kreises Moers und seit dessen Auflösung 1974 Partnerkreis des Kreises Wesel.

## Infrastruktur und Wirtschaft
Im Zukunftsatlas 2016 belegte der Landkreis Wesel Platz 275 von 402 Landkreisen, Kommunalverbänden und kreisfreien Städten in Deutschland und zählt damit zu den Regionen mit „ausgeglichenem Chancen-Risiko Mix“ für die Zukunft.

### Verkehr

#### Schienen- und Busverkehr
Der Kreis Wesel wird von drei Eisenbahnstrecken erschlossen:
- Oberhausen–Arnhem, diese wird vom Fernverkehr (ICE, ohne Halt Arnhem–Oberhausen), vom Güterverkehr und von folgenden Linien im Schienenpersonennahverkehr (SPNV) befahren:
  - Rhein-Express (RE 5) Wesel–Oberhausen–Duisburg–Düsseldorf Flughafen–Düsseldorf–Köln–Bonn–Koblenz
  - Rhein-IJssel-Express (RE 19) Arnhem Centraal–Zevenaar–Emmerich–Wesel–Oberhausen–Duisburg–Düsseldorf Flughafen–Düsseldorf
  - Wupper-Lippe-Express (RE 49) Wesel–Essen–Wuppertal
- Bahnstrecke Wesel–Bocholt, befahren von der Linie RE 19 Düsseldorf–Oberhausen–Wesel–Bocholt
- Bahnstrecke Rheinhausen–Kleve, befahren von der Linie RB 31 (Der Niederrheiner) Xanten–Moers–Duisburg-Hbf.

Durchgeführt wird der Schienenpersonennahverkehr (SPNV) von DB Regio, der RheinRuhrBahn und Vias Rail. Siehe auch Liste der Bahnhöfe im Kreis Wesel.
Im Straßenpersonennahverkehr erschließen folgende acht Städteschnellbus-Linien das Kreisgebiet:
der SB 3 Wesel–Hünxe–Dinslaken,
der SB 6 Wesel–Xanten,
der SB 10 Neukirchen-Vluyn–Duisburg,
der SB 21 Wesel–Hünxe–Schermbeck–Dorsten,
der SB 28 Schermbeck–Dorsten mit Anschluss –Gelsenkirchen-Buer und
der SB 30 Geldern–Kamp-Lintfort–Moers–Duisburg.
der SB 70 Kamp-Lintfort-Kerken-Aldekerk
der SB 80 Moers-Duisburg-Krefeld
Die zwischen Dinslaken und Duisburg verkehrende Straßenbahn-Linie 903 und weitere Buslinien ergänzen das örtliche und überörtliche Angebot.
Für den gesamten öffentlichen Personennahverkehr gilt der Tarif des Verkehrsverbundes Rhein-Ruhr und tarifraumüberschreitend der NRW-Tarif.

#### Straßen
Der Kreis Wesel wird von je sechs Bundesautobahnen und Bundesstraßen erschlossen:
- A 3 (E 35) Arnheim–(Hollandlinie)–Oberhausen–Köln–Frankfurt am Main–Passau
- A 31 Emden–Bottrop
- A 40 Venlo–Duisburg–Essen–Bochum–Dortmund
- A 42 Kamp-Lintfort–Moers–Duisburg–Oberhausen–Castrop-Rauxel
- A 57 (E 31) Nijmegen–Köln
- A 59 Dinslaken–Duisburg
- die Bundesstraßen 8, 57, 58, 70, 473, 510 und 528

Rheinüberschreitend existieren im Kreis Wesel
- eine Straßenbrücke in Wesel im Zuge der B 58 bei Rheinstrom-km 814, (Niederrheinbrücke Wesel), und
- zwei Fährverbindungen:

die Autofähre von Duisburg-Walsum nach Rheinberg-Orsoy bei Rheinstrom-km 793 und
von Ostern bis Oktober die Personenfähre „Keer Tröch II“ von Wesel-Bislich nach Xanten bei Rheinstrom-km 823.
Zur Überquerung der Lippe kann ebenfalls von Ostern bis Oktober die Gierseil-Personenfähre, der „Quertreiber“, in Höhe des Umspannwerks der RWE Rhein-Ruhr AG benutzt werden.

#### Wasserstraßen und Häfen
Der Rhein und der Wesel-Datteln-Kanal bilden die Grundlage für vier im Kreisgebiet betriebene Häfen:
- den Hafen Orsoy (Rheinstrom-km 794) in Rheinberg-Orsoy
- den Hafen Emmelsum (Rheinstrom-km 813 und Kanal-km 0) in Voerde
- den Rhein-Lippe-Hafen (Rheinstrom-km 813 und Kanal-km 0) und
- den Städtischen Rheinhafen Wesel (zwischen den Rheinstrom-km 814,50 – 815,90) in Wesel.
- den Ossenberger Rheinhafen im Rheinberger Stadtteil Borth.

### Medien
Das Lokalradio Radio K.W. (Radio Kreis Wesel) sendet sein Programm aus den Funkstudios im Berliner Tor-Center in Wesel. Es ist über den Sender Wesel und den Moerser Fernmeldeturm im gesamten Kreisgebiet zu empfangen. Darüber hinaus betreibt Radio K.W. in Kooperation mit den Volkshochschulen und dem Förderverein Radio K.W. e. V. sechs Radiowerkstätten, in denen die Sendungen des Bürgerfunks produziert werden.

### Sport
Zu den bedeutendsten Sportvereinen im Kreisgebiet zählen der TV Voerde, dessen Damenmannschaft im Faustball neben einer Vielzahl nationaler und internationaler Titel den Weltpokal 2001 gewann, und der Moerser SC, dessen Männermannschaft in der Volleyball-Bundesliga spielt und 1992 Deutscher Meister wurde. Der SV Schermbeck spielte als höchstklassige Fußballmannschaft im Kreisgebiet in der fünftklassigen NRW-Liga, jetzt in der Westfalenliga 1. Der TuS Xanten als Ausrichter des Nibelungen-Triathlons kann Erfolge in Leichtathletik- und Triathlon-Wettbewerben vorweisen.
Das Volleyball Frauenteam des SV Blau-Weiß Dingden spielt mit der Saison 2017/2018 seine 5. Saison in der 2. Bundesliga Nord. Die weiblichen Volleyball Jugendmannschaften haben bis 2018 insgesamt 43 mal an deutschen Meisterschaften teilgenommen. Die 2. Volleyball Mannschaft der Frauen schaffte 2018 erstmals den Sprung in die 5. höchste deutsche Spielklasse, die Oberliga.

## Kultur
Seit 1980 erscheint das Jahrbuch Kreis Wesel.

## Denkmäler

### Jüdische Friedhöfe
Für den Kreis Wesel sind 14 Jüdische Friedhöfe dokumentiert: in Alpen (1), in Dinslaken (2), in Hünxe (1), in Kamp-Lintfort (1), in Moers (1), in Rheinberg (2), in Schermbeck (1), in Sonsbeck (2), in Wesel (2) und in Xanten (1). Es sind schützenswerte Kulturdenkmäler – steinerne Zeugen für ehemals existierende jüdische Gemeinden und ein reges jüdisches Gemeindeleben bis in die 1930er Jahre.

## Kfz-Kennzeichen
Am 1. Juli 1956 wurde dem Landkreis Rees bei der Einführung der bis heute gültigen Kfz-Kennzeichen das Unterscheidungszeichen WES (für die Kreisstadt Wesel) zugewiesen. Es wird im Kreis Wesel durchgängig bis heute ausgegeben. Seit dem 3. Dezember 2012 sind aufgrund der Kennzeichenliberalisierung auch die Unterscheidungszeichen DIN (Dinslaken) und MO (Moers) erhältlich.

## Sitz der Kreisverwaltung

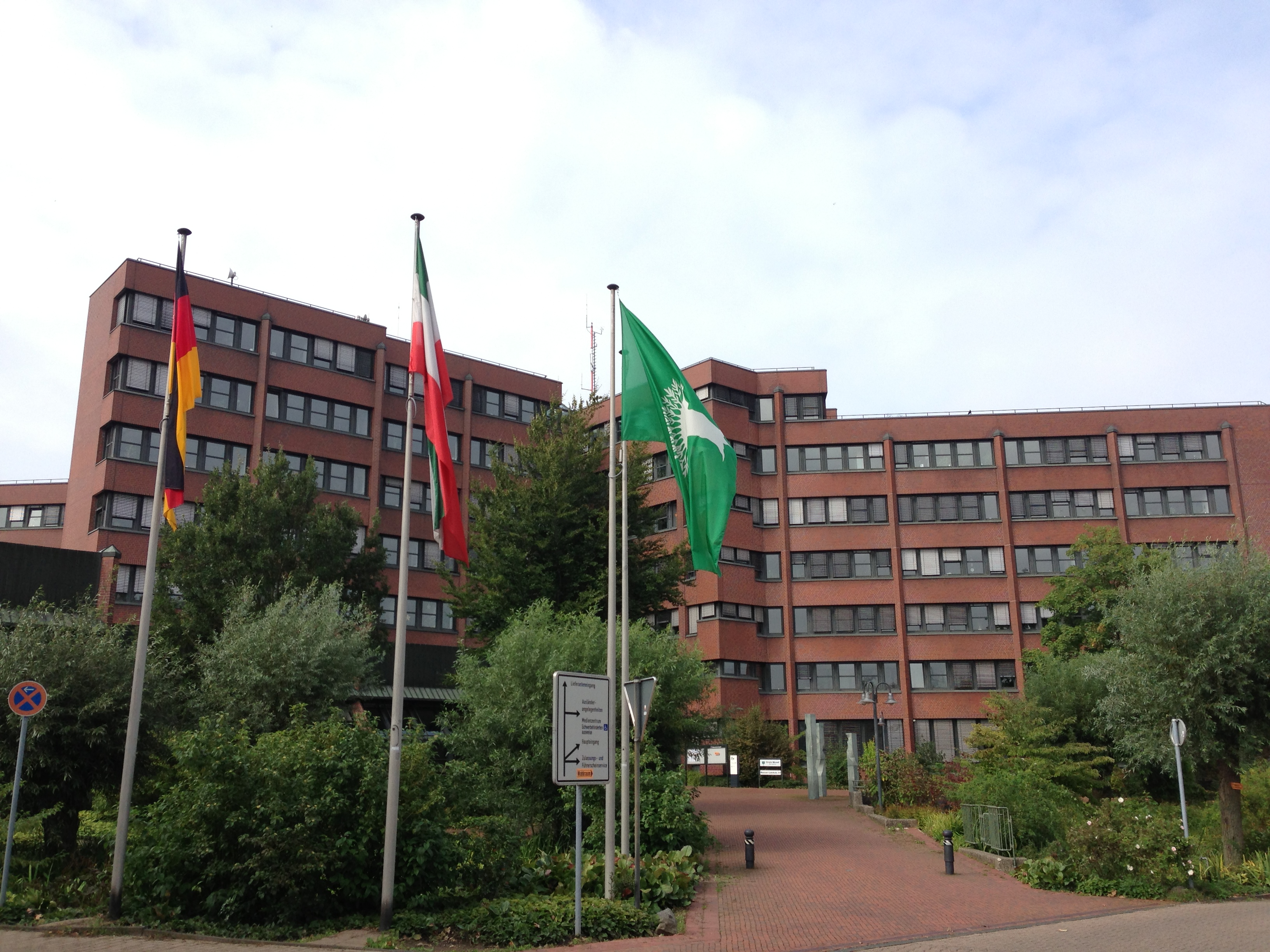
Kreishaus Wesel an der Reeser Landstraße

Der Landrat hat seinen Amtssitz im Kreishaus Wesel an der Reeser Landstraße, das 1984 eingeweiht wurde. Zuvor verteilten sich die Einrichtungen des Kreises auf 28 Gebäude. Dies liegt daran, dass der Kreis Wesel in seiner heutigen Ausprägung erst 1975 mit der Kommunalen Gebietsreform durch das Niederrhein-Gesetz aus den drei Altkreisen Rees, Dinslaken und Moers gebildet wurde.
Neben dem Kreishaus existieren im Wesentlichen noch Gebäude auf der dem Kreishaus gegenüber liegenden Seite der Reeser Landstraße an der Jülicher Straße (Kreisjugendamt, Veterinäramt und Kreisleitstelle) sowie an der Mühlenstraße (Gesundheitsamt, Jobcenter und Dienstleistungszentrum) in Moers.

## Beteiligungen des Kreises Wesel
Nicht direkt zur Kreisverwaltung gehören folgende Einrichtungen, an denen der Kreis Wesel beteiligt ist:
- Eigenbetrieb Kreis Wesel
- DeltaPort GmbH & Co. KG
- DeltaPort VerwaltungsGmbH
- Niederrheinische Verkehrsbetriebe AG NIAG
- Duisburger Verkehrsgesellschaft AG
- Kreis Weseler Abfallgesellschaft mbH & Co. KG
- Kreis Weseler Abfallgesellschaft Beteiligung GmbH
- Grafschaft Moers Siedlungs- und Wohnungsbau GmbH
- Wohnbau Dinslaken GmbH
- Bauverein Wesel AG
- Stiftung Standort- und Zukunftssicherung Kreis Wesel
- Flugplatzgesellschaft Schwarze Heide mbH
- Standort Niederrhein GmbH
- Niederrhein Tourismus GmbH
- Start Zeitarbeit NRW GmbH
- Freizeitzentrum Xanten GmbH (FZX)
- Stiftung Preußen-Museum NRW
- Betriebsgesellschaft Radio Wesel mbH & Co. KG
- Volksbank Rhein-Lippe eG
- Sparkassenzweckverband des Kreises Wesel und der Städte Moers, Neukirchen-Vluyn und Rheinberg
- Nahverkehrs-Zweckverband Niederrhein
- Zweckverband Kommunales Rechenzentrum Niederrhein
- Euregio Rhein-Waal
- Verkehrsverbund Rhein-Ruhr AöR
- Chemisches und Veterinäruntersuchungsamt Rhein-Ruhr-Wupper AöR

## Kreiseigene Schulen
Der Kreis Wesel ist Träger folgender kreiseigener Schulen:

### Berufskollegs
- Berufskolleg Dinslaken[17]
- Berufskolleg für Technik Moers[18]
- Hermann-Gmeiner-Berufskolleg Moers[19]
- Mercator Berufskolleg Moers[20]
- Berufskolleg Wesel[21]

### Förderschulen
- Waldschule Hünxe[22]
- Schule Am Ring Wesel[23]
- Hilda-Heinemann-Schule Moers[24]
- Bönninghardt-Schule Alpen[25]
- Erich-Kästner-Schule Wesel und Moers[26]
- Janusz-Korczak-Schule Voerde[27]
- Schule am Niederrhein Kamp-Lintfort[28]